# Jofré de París
Jofré de París (Geoffroy de Paris; mort c. 1320), fou un clergue que treballà a la cort del rei Felip IV de França, conegut per ser l'autor d'una crònica sobre el regnat d'aquest monarca i altres obres en vers. No es coneix cap detall sobre la seva vida.

## Obres
Chronique metrique de Philippe le Bel o Chronique rimée de Geoffroi de Paris.
Aquesta obra conté 7.918 versos i tracta sobre la història de França i la relació amb el papat, Flandes i el Sacre Imperi Romanogermànic entre els anys 1300 i 1316, fets que l'autor coneixia de primera mà, ja que va treballar a la cort. La descripció dels fets no és objectiva, sinó que es permet criticar i mostrar els seus sentiments, com per exemple en el cas de l'expulsió dels jueus el 1306.
Dits morals
També se li atribueix l'autoria de diversos poemes curts (en francès dits moraux) que són llegendes de caràcter moralitzant, alguns en llatí i altres en francès, datats entre el 1314 i el 1318:
- Avisemens pour le roy Loys (adreçat al rei Lluís X)
- Du roy Phelippe qui ores regne (adreçat al rei Felip V)
- De alliatis
- De la creation du pape Jehan